# Boris Derichebourg

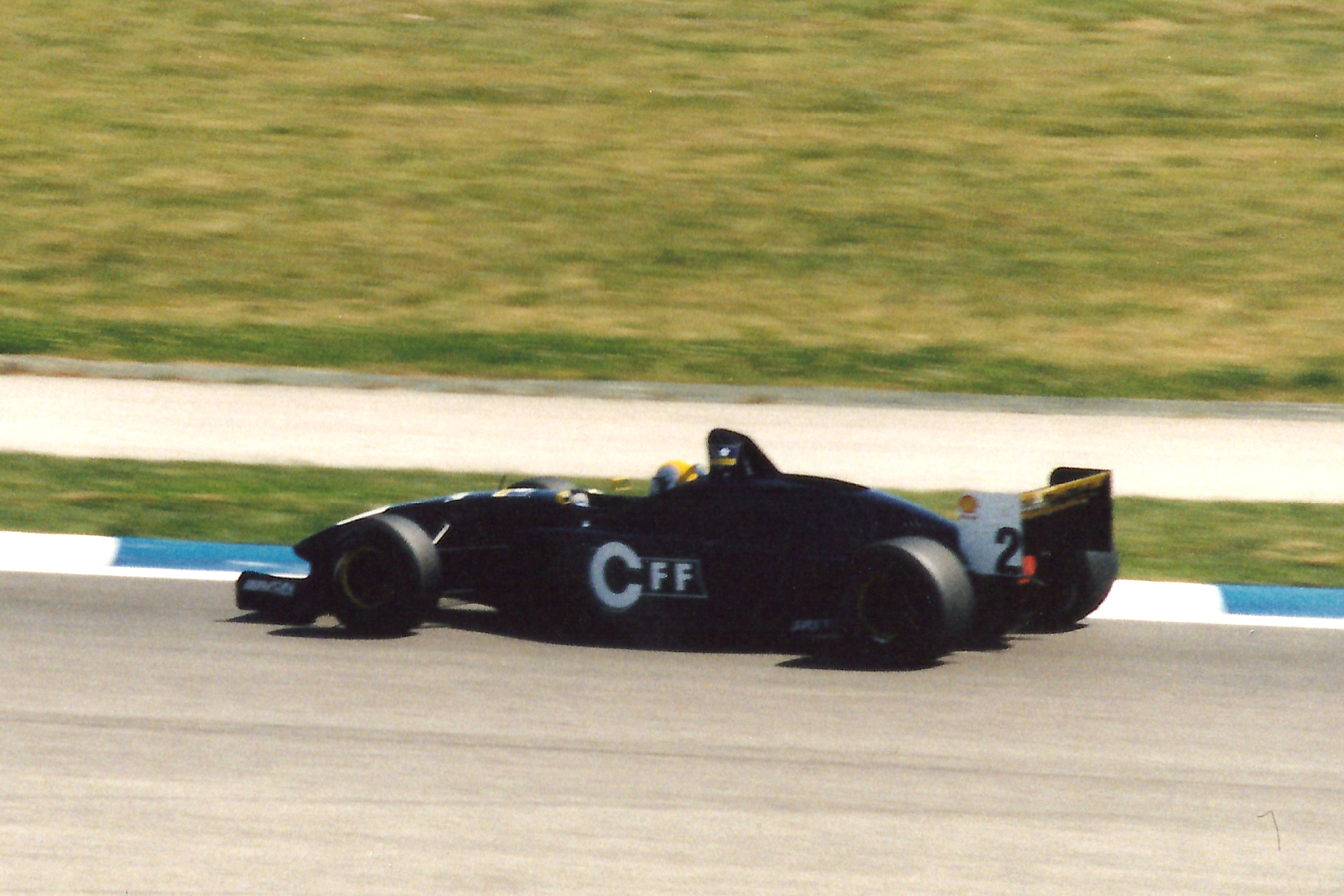
Boris Derichebourg op het Circuit de Catalunya in 1998.

Boris Derichebourg (Enghien-les-Bains, 16 maart 1978) is een Frans autocoureur.

## Carrière
Derichebourg begon zijn autosportcarrière in het karting in 1992, waarin hij twee jaar actief bleef. In 1994 maakte hij de overstap naar het formuleracing, waarbij hij vijf races reed in de Franse Formule Renault.
In 1995 maakte Dericheburg zijn Formule 3-debuut in het Franse Formule 3-kampioenschap bij het team Force Racing, waar hij drie punten scoorde. In 1996 stapte hij binnen het kampioenschap over naar Graff Racing, waar hij één pole position en één podium behaalde op weg naar de twaalfde plaats in de eindstand. Dat jaar debuteerde hij ook in de Masters of Formula 3 bij Graff en eindigde de race op de twaalfde plaats.
In 1997 kwam Derichebourg uit in de Formule 3000 bij het Team Astromega. Hij kende een moeilijk seizoen, maar wist desondanks met een derde plaats op Spa-Francorchamps vier punten te scoren om zo vijftiende te worden in de eindstand. In 1998 stapte hij over naar het team Super Nova Racing en behaalde een podiumplaats op het Circuit de Catalunya en een zesde plaats op het Autodromo Enzo e Dino Ferrari om zo vijf punten te scoren en zich te verbeteren naar de twaalfde plaats in het kampioenschap. In 1999 stapte hij over naar het nieuwe team Portman-Arrows, maar deze trok na drie races al de stekker uit het project. Later dat jaar reed hij nog wel drie races in de Indy Lights bij het team PacWest Lights als tijdelijke vervanger van Tony Renna met een negende plaats op Laguna Seca als beste klassering.
In 2000 stapte Derichebourg over naar de GT-racerij en maakte zijn debuut in de FIA GT bij het team Paul Belmondo Racing en won samen met Vincent Vosse de race op de Hungaroring. Tevens debuteerde hij dat jaar in de GTS-klasse van de 24 uur van Le Mans naast Guy Martinolle en Jean-Claude Lagniez, maar de auto viel na 180 ronden uit.
In 2001 bleef Derichebourg actief in de FIA GT, maar nu bij het team Pescarolo Sport. Ook reed hij opnieuw in de 24 uur van Le Mans, ditmaal in de LMP900-klasse naast Emmanuel Clérico en Didier Cottaz, maar na 42 ronden viel de auto uit. In 2002 keerde hij binnen de FIA GT terug bij Belmondo, maar kwam hij ook uit in het FIA Sportscar Championship voor Courage Compétition. Daarnaast reed hij voor Courage in de LMP900-klasse van de 24 uur van Le Mans naast Cottaz en Thed Björk en wist de race nu wel uit te rijden met een vijftiende plaats in de race en een elfde plaats in de klasse.
In 2003 maakte Derichebourg de overstap naar het Franse GT-kampioenschap, opnieuw bij Belmondo, waarin hij één race won. Met hetzelfde team maakte hij in 2004 zijn terugkeer in het formuleracing in de World Series by Nissan. Na twee races stapte het team echter alweer uit het kampioenschap. Derichebourg startte hierna niet meer in grote internationale races.